# Kazuki Hara
Kazuki Hara (jap. 原 一樹 Hara Kazuki; ur. 5 stycznia 1985) – japoński piłkarz występujący na pozycji napastnika. Obecnie występuje w Kamatamare Sanuki.

## Kariera klubowa
Od 2007 roku występował w klubach Shimizu S-Pulse, Urawa Reds, Kyoto Sanga FC, Giravanz Kitakyushu i Kamatamare Sanuki.